# Georg Söll
Georg Söll SDB (* 6. Oktober 1913 in Neumarkt-St. Veit; † 15. Februar 1997 in Benediktbeuern) war katholischer Theologe und Salesianer Don Boscos.

## Leben
Der Sohn eines 1914 im Ersten Weltkrieg gefallenen Bezirksstraßenwartes wurde von der Witwe gemeinsam mit seinem Bruder Martin Söll (SDB; 1911–1981) allein großgezogen. Söll besuchte ab 1926 das Studienseminar St. Josef der Salesianer Don Boscos in Burghausen und das dortige Gymnasium. 1933 wechselte er an das humanistische Gymnasium in Ingolstadt. Nach dem Abitur wurde Söll im August 1935 Novize der Salesianer Don Boscos in Ensdorf/Oberpfalz. Am 15. August 1936 legte er die erste Ordensprofess ab und absolvierte dann ein dreijähriges pädagogisches Praktikum im seit 1924/25 bestehenden Lehrlings- und Jugendheim im (1920 von den Salesianern Don Boscos erworbenen) Burkardushof in Würzburg. Gleichzeitig studierte er Philosophie und Theologie an der Universität Würzburg. Anschließend wechselte er noch an die Ordenshochschule der Salesianer Don Boscos in Benediktbeuern, bevor er im Frühjahr 1940 zum Militärdienst in der Nachrichtentruppe einberufen wurde (zwei Jahre in Frankreich, drei Jahre in Russland). Während eines Studienurlaubs wurde er 1941 in Würzburg von Bischof Matthias Ehrenfried zum Priester geweiht. Nach der Heimkehr aus dem Krieg promovierte Söll bis Dezember 1948 an der Universität Tübingen als letzter Schüler des Dogmatikers Karl Adam mit dem Thema Die Mariologie der Kappadozier. Danach kehrte er zunächst als Lektor nach Benediktbeuern zurück. 
Alsbald wurde er zum Professor zunächst für Theologische Enzyklopädie und Spiritualität, später für Dogmatik. Dabei war er von 1950 bis 1954  gleichzeitig Studienleiter, von 1954 bis 1960 und 1963 bis 1969 Direktor der Niederlassung Benediktbeuern. Von 1960 bis 1963 war er außerordentlicher Professor an dem neu errichteten Lehrstuhl für Dogmengeschichte am internationalen Pontificio Ateneo Salesiano in Turin und blieb dies neben seiner Tätigkeit in Benediktbeuern auch, als 1965 die Turiner Hochschule nach Rom (Universitas Pontificia Salesiana, kurz UPS) verlegt wurde. 
Von 1967 bis 1977 war er Rektor der Philosophisch-Theologischen Hochschule (PTH) Benediktbeuern. In dieser Funktion erreichte er die Affiliation des Theologischen Fachbereichs der PTH an die Theologische Fakultät der UPS, 1976 dann jene des Philosophischen Fachbereichs an die Philosophische Fakultät. 1971 wurde Benediktbeuern auch für Nicht-Salesianer geöffnet. Von 1974 bis 1980 wurde er in Rom zum ordentlichen Professor für Dogmengeschichte ernannt. 1982 wurde er in Benediktbeuern emeritiert, las aber bis 1989 weiter und blieb auch in Rom als Gastprofessor tätig. Während der gesamten Zeit promovierte er acht Mitbrüder. 
Söll war Mitglied der Accademia Mariana Salesiana, der Pontificia Academia Mariana Internationalis, der Deutschen Arbeitsgemeinschaft für Mariologie, der Görres-Gesellschaft zur Pflege der Wissenschaft, Arbeitskreis Kirche und Sport; schließlich des Pastoralrats der Diözese Augsburg und von 1974 bis 1978 des Wissenschaftlichen Beirats des Deutschen Sportbundes.
Söll war als Vertreter der Orden Teilnehmer der Würzburger Synode (1970ff) und der Augsburger Diözesansynode (1990).

## Werke
- Die Mariologie der Kappadozier im Licht der Dogmengeschichte (Diss. 1948)
- Maria, Hilfe der Christen, die Madonna Don Boscos, München 1950;
- Ist Don Bosco ein moderner Heiliger? Ensdorf 1951;
- Tod ohne Angst, Ensdorf 1955;
- Mama Margarete, die Mutter Don Boscos, München (2)1961;
- Der moderne Mensch und der religiöse Glaube, München 1962;
- Magd und Königin, München (2)1963;
- Feierabend des Lebens, München 1963;
- Dogma und Dogmengeschichte, HDG Bd.I/5, Freiburg 1971;
- Abschied von Maria?, Donauwörth 1974;
- Hat religiöse Erziehung noch eine Chance?, Ensdorf 1975;
- Don Bosco - Botschafter der Freude, Ensdorf 1977;
- Mariologie, HDG Bd.III/4; Freiburg 1978;
- Ein Weg zur Freiheit, Ensdorf 1978;
- Wer ist Don Bosco?, Bad Tölz (3)1979;
- Salesianische Spiritualität und der Geist Don Boscos, Ensdorf 1979;
- Eucharistie und Marienverehrung, Ensdorf 1980;
- Ursache unserer Freude, Regensburg 1981;
- Storia dei dogmi mariani, Rom 1981;
- Don Bosco: Leitbild für Kirchlichkeit, Ensdorf 1982;
- Dem Geist verpflichtet, Ensdorf 1983;
- Maria. Fragen und Antworten. Dogmengeschichtliche Mariologie, Leipzig (2)1984;
- Mutter Gottes - Mutter der Kirche, Ensdorf 1984;
- Erlösung und Heiligkeit, Ensdorf 1984;
- Die Salesianer Don Boscos (SDB) im deutschen Sprachraum 1888–1988, München 1989;
- Die heilige Maria Domenica Mazzarello (1837–1881), München (2)1991;